# Casa Antoni Barraquer
Casa Antoni Barraquer és una obra del municipi de la Garriga (Vallès Oriental). És una casa construïda el 1912 per encàrrec de Josep Antoni Barraquer a l'arquitecte modernista Joaquim Raspall. Ubicada al número 7 del Passeig, dins la quarta mansana Raspall, junt amb la Casa Barbey, la Torre Iris i la Bombonera, van ser declarades béns culturals d'interès nacional el 1997.

## Descripció
La casa Barraquer (1912) és una casa unifamiliar aïllada de planta concentrada, de dues crugies, que consta de semisoterrani, baixos, pis i golfes, i una torrassa mirador, de més alçada, que conté l'escala. De la façana de migdia sobresurt una galeria -afegida posteriorment- de planta poligonal, prolongació de la sala d'estar oberta a una terrassa aixecada respecte del jardí. La coberta de la casa és a dues vessants, amb ràfecs en voladís, i la de la torrassa, amb coberta a quatre vessants. La part baixa dels murs és de pedra irregular formant un sòcol. La resta és estucada amb esgrafiats i ceràmica blava. De les quatre cases Raspall és la menys modernista de totes i la més propera al llenguatge de la Sezession Vienesa. S'hi conserven també vitralls, arrambadors i altres elements que formen part de la decoració modernista de la casa. Està coronada per una reixa a coup de fouet.

## Història
Les cases Raspall formen un conjunt únic en la història de l'arquitectura modernista al nostre país. Es tracta de quatre edificis aïllats, situats a la mateixa illa de cases -l'anomenada Mansana Raspall-, construïts per l'arquitecte Manuel Raspall entre 1910 i 1913. Els quatre edificis tenen una evident unitat estilística, reforçada per les tanques dels jardins, que utilitzen un mateix llenguatge: pedra irregular, trencadís i forja, tot de línies sinuoses. Les Cases Raspall són molt representatives de l'obra de la primera etapa d'aquest arquitecte, que pertany a la segona generació d'arquitectes modernistes, i són la porta d'entrada del llarg passeig de plàtans, on hi ha els edificis modernistes més importants de la població.
Els promotors de les cases Barbey i Barraquer van ser membres destacats de la burgesia barcelonina, que les feren construir com a segona residència. La Bombonera i la Torre Iris van ser edificades per la garriguenca Cecília Reig Argelagós, que les llogà com a segona residència.
Raspall va assignar a cada casa de l'illa un color distintiu: rosa per la Casa Barbey; groc per la torre Iris; verd per la Bombonera i blau per la casa Antoni Barraquer. A l'exterior, el sòcol de l'edificació és de pedra, com a la majoria de l'obra Raspall i està estucada en color blanc i esgrafiats blaus amb esgrafiats de motius geometricoflorals, en transició cap al noucentisme, que emmarquen les finestres, simulen una imposta i decoren la torre mirador. L'any 1999 es va fer una restauració de revestiments, fusteria i ferro.

## Galeria

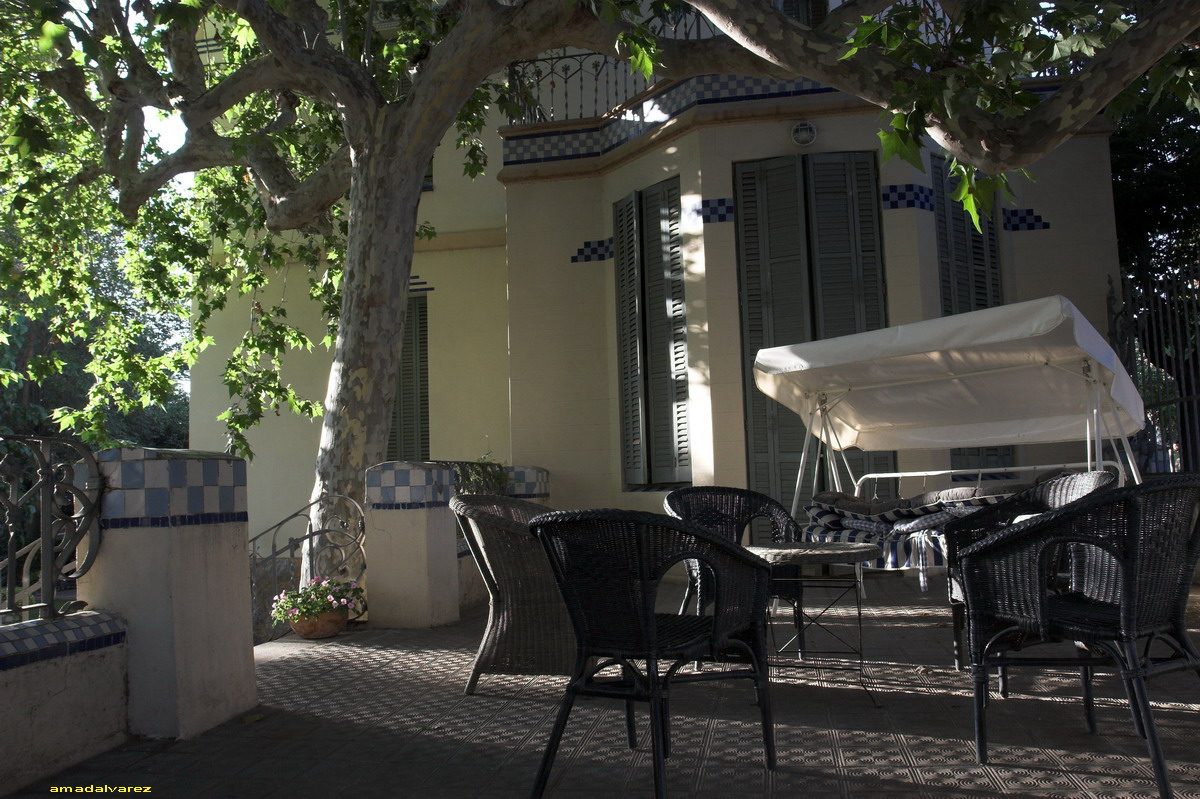
La terrassa manté l'ambient de relax i frescor original.
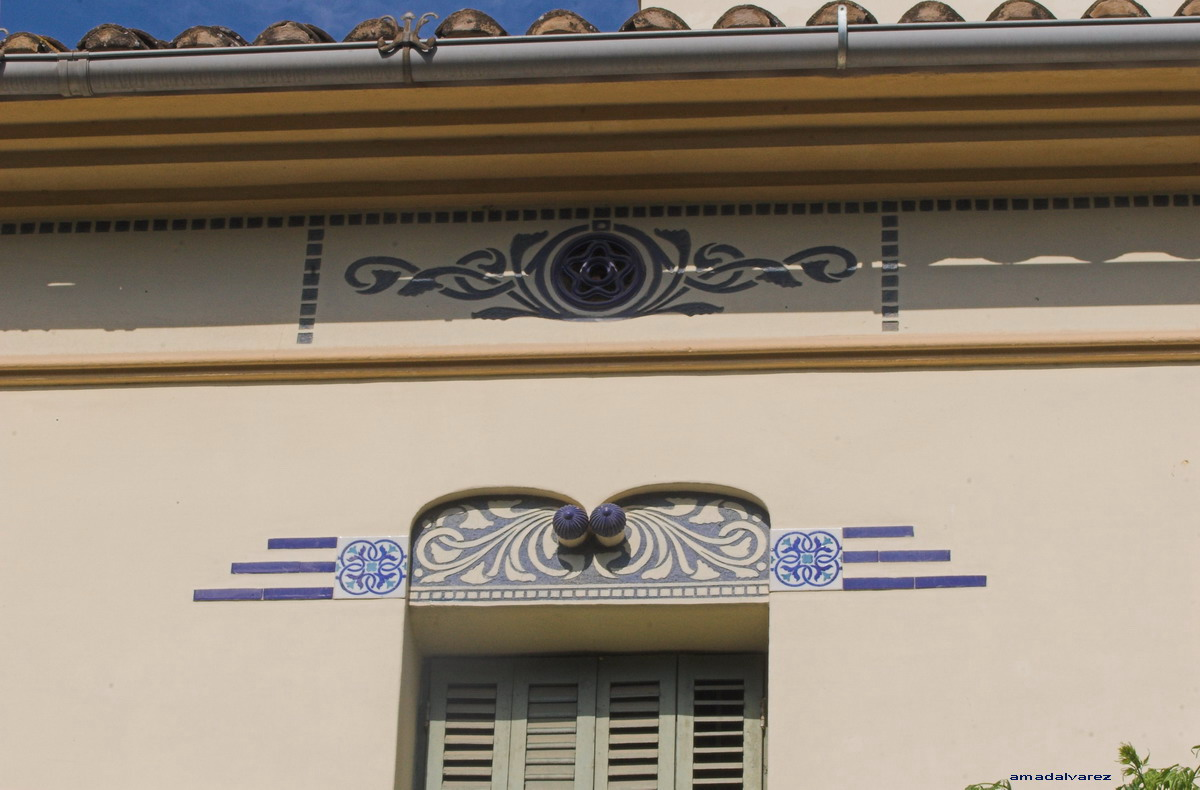
Esgrafiats
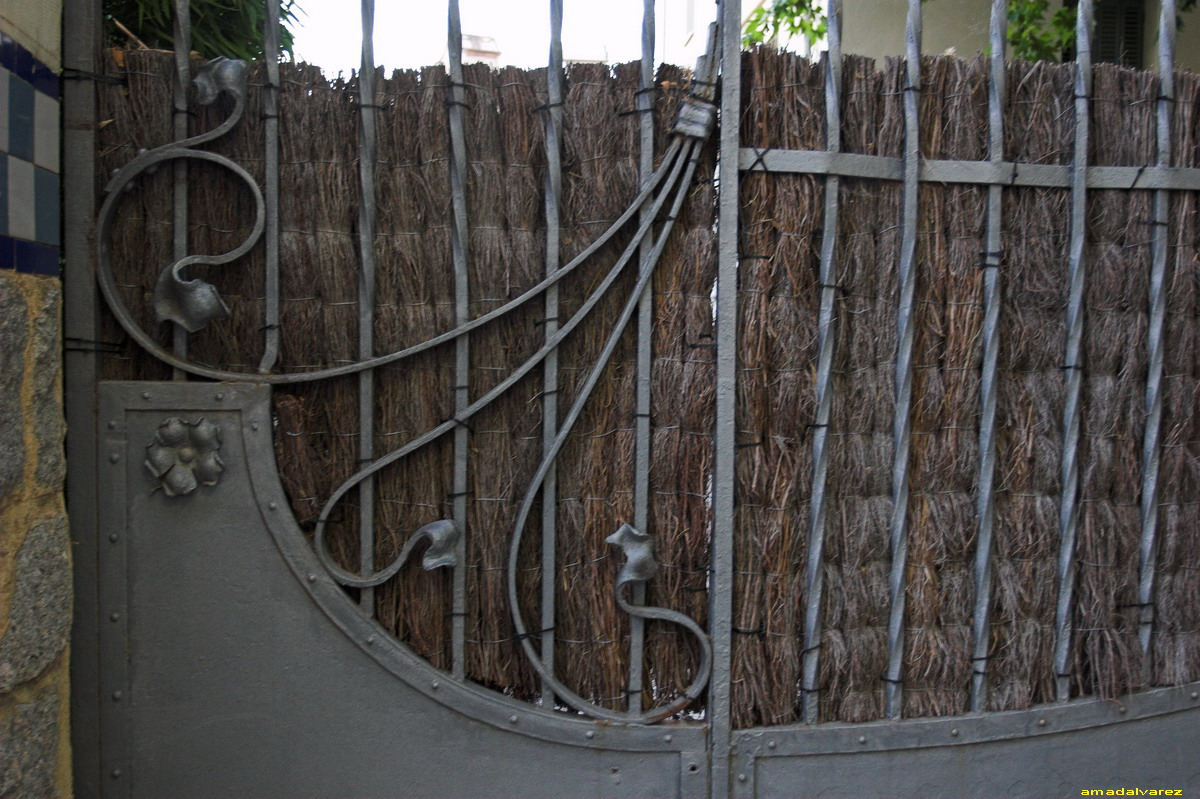
Detall reixa tanca exterior